# Valenciennea immaculata
Valenciennea immaculata és una espècie de peix de la família dels gòbids i de l'ordre dels perciformes.

## Morfologia
- Els mascles poden assolir 13 cm de longitud total.[4][5]

## Hàbitat
És un peix marí, de clima tropical (22 °C-27 °C) i associat als esculls de corall que viu entre 1-30 m de fondària.

## Distribució geogràfica
Es troba al Pacífic occidental: Taiwan, Macau, Hong Kong, les Filipines i des d'Austràlia Occidental fins a Sydney (Nova Gal·les del Sud, Austràlia) i Tonga.

## Observacions
És inofensiu per als humans.